# Aloe gariepensis
Aloe gariepensis é uma espécie de liliopsida do gênero Aloe, pertencente à família Asphodelaceae.